# حدسية (رياضيات)

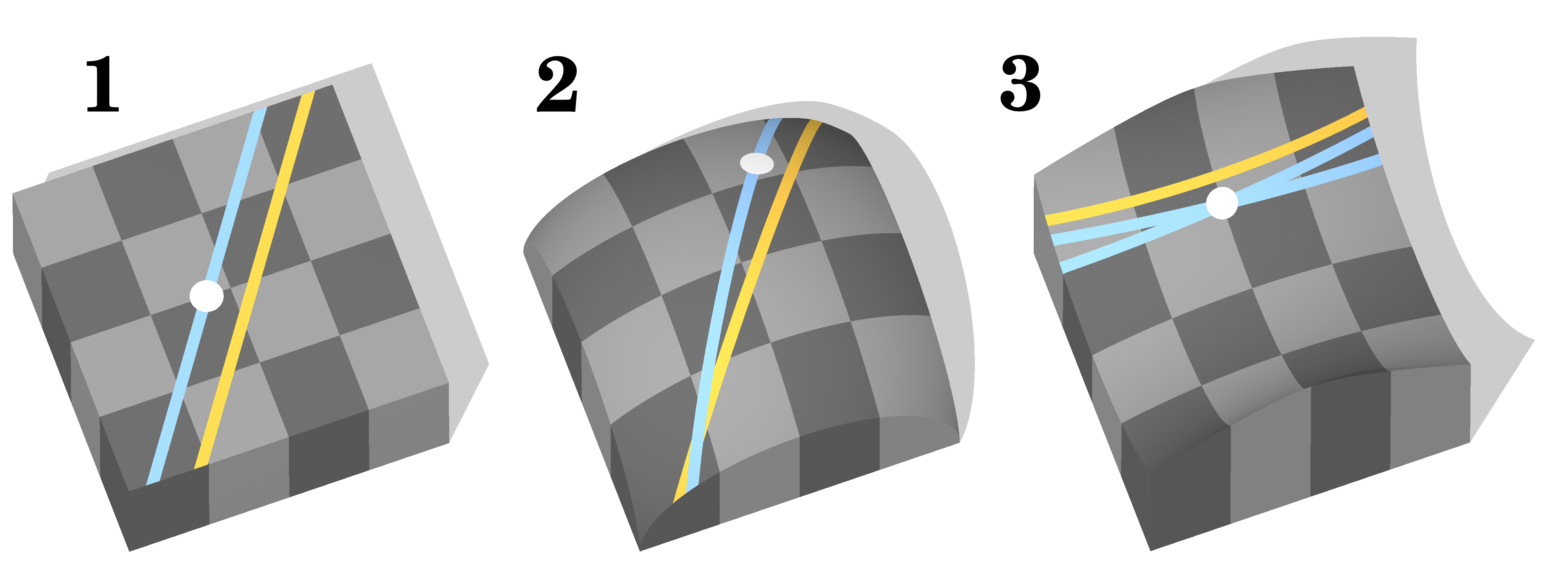

في الرياضيات، الحدسية أو المُخمَّنَة هي كل ما عجز الرياضيون على الإتيان ببرهان يؤكد صحة المقولة أو يقدم الدليل على خطئها. الحدسية قد تسمى أيضا فرضية كما هو الشأن بفرضية ريمان.

## حدسية وليس مبرهنة
تعتبر الحدسيات كما تمت الإشارة له غير قابلة للاستعمال كأداة للبرهنة على مبرهنات جديدة، عكس المبرهنات التي تمكن من إيجاد تطبيقات موسعة. لهذا يتوجب الحذر من استعمالها.

## بنية الحدسية
حسب كلود برنارد (فيزيائي وفلسفي)، تطبق على الحدسية ما يلي:
1. معالجة شكلية للخصائص الجديدة.
2. الإخضاع لتجارب.
3. تحقق منسجم غير متضاد.
4. ملاحظة الظواهر الطبيعية.
5. إنتاج الحدسية.
6. إنتاج نموذج عام
7. اخضاع المراحل 4,5 و 6 للتجارب والمحاولات.

## أمثلة لحدسيات شهيرة
- لا يوجد عدد مثالي فردي.
- حدسية كيبلر الموضوعة من طرف يوهانز كيبلر سنة 1611 والتي تم حلها سنة 2003.
- مبرهنة فيرما الأخيرة التي ظهرت سنة 1670 وتم حلها سنة 1995.
- حدسية غولدباخ سنة 1742.
- فرضية ريمان سنة 1859.
- حدسية بوانكاريه التي ظهرت سنة 1904 وتم حلها سنة 2003.
- حدسية سيراكيز التي ظهرت سنة 1950.
- حدسية P ≠ NP.
- حدسية الأعداد الأولية التوأم.
- حدسية أندريكا.
- حدسية مجموع القوى لأويلر.